# 里克默斯冰川
66°15′S 64°55′W / 66.250°S 64.917°W
里克默斯冰川（英語：Rickmers Glacier），是南極洲的冰川，位於葛拉漢地的葛拉漢海岸，最終在考爾菲爾德冰川以南注入休吉冰川，由英國研究隊繪入地圖，現時由南極條約體系管理。